# William Peter Mandio
William Peter Mandio né en avril 1973 à Douala au Cameroun. Il fait partie des députés du Rassemblement démocratique du peuple camerounais (RDPC).

## Biographie

### Enfance, éducation et débuts
William Peter Mandio est un ancien journaliste de formation. Il a exercé dans  plusieurs organes de presse au Cameroun. Il est directeur de publication des journaux de Front indépendant et le front hebdo et maire sortant de l’arrondissement de Nitoukou dans le Mbam et Inoubou.

### Carrière politique
En dehors de sa carrière professionnelle en journalisme, William se lance dans la politique et devient le maire de la commune de Nitoukou de 2007 à 2013. Par la suite, il devient député du Rassemblement démocratique du peuple camerounais (RDPC) pour le département du Mbam et Inoubou. Il s'implique notamment dans l’organisation du séminaire d’imprégnation des députés sur les énergies renouvelables qui a eu lieu le 29 juin 2021 au palais de congrès de Yaoundé.